# Малешевич, Тияна
Тияна Малешевич (серб. Тијана Малешевић, р. 18 марта 1991, Ужице, СР Сербия, СФРЮ) — сербская волейболистка, нападающая-доигровщица. Чемпионка мира 2018, серебряный призёр Олимпийских игр 2016, двукратная чемпионка Европы.

## Биография
Профессиональная волейбольная карьера Тияны малешевич началась в 2005 году в команде «Единство» (Ужице), с которой спортсменка стала серебряным призёром сначала чемпионата Сербии и Черногории, а затем Сербии. С 2010 два сезона выступала за швейцарский «Волеро», в составе которого дважды подряд становилась обладателем всех трёх национальных титулов (в чемпионате, Кубке и Суперкубке Швейцарии). Затем Малешевич по одному сезону играла в Польше, Чехии, Турции, Италии и Бразилии. В 2017—2018 играла за турецкий «Серамиксан», а концовку сезона провела в румынском «Альба-Блаже», с которым стала обладателем двух серебряных наград — в чемпионате Румынии и Лиге чемпионов ЕКВ. В 2018 вернулась в Сербию, в команду «Црвена Звезда», но в январе 2019 года перешла в итальянскую «Иль Бизонте Фиренце».
Свою первую медаль на международном уровне Тияна Малешевич выиграла в 2007 году, став серебряным призёром чемпионата Европы среди девушек в составе юниорской сборной Сербии. Через два года дебютировала уже в национальной команде страны в розыгрыше Евролиги, став обладателем золотой медали. В последующем Малешевич выиграла ещё 12 наград различного достоинства, выступая за сербскую сборную, в том числе «золото» чемпионата мира 2018 и чемпионатов Европы 2011 и 2017, олимпийское «серебро» 2016 года.

### Клубная карьера
- 2005—2010 —  «Единство» (Ужице);
- 2010—2012 —  «Волеро» (Цюрих);
- 2012—2013 —  ПТПС (Пила);
- 2013—2014 —  «АГЕЛ Простеёв» (Простеёв);
- 2014—2015 —  «Сарыер» (Стамбул);
- 2015—2016 —  «Игор Горгондзола» (Новара);
- 2016—2017 —  «Нестле-Озаску» (Озаску);
- 2017—2018 —  «Серамиксан» (Тургутлу);
- 2018 —  «Альба-Блаж» (Блаж);
- 2018—2019 —  «Црвена Звезда» (Белград);
- 2019—2020 —  «Иль Бизонте Фиренце» (Сан-Кашано);
- 2019 —  «Црвена Звезда» (Белград);
- 2020 —  «Джакарта Попсиво» (Джакарта).

## Достижения

### Со сборными Сербии
- серебряный призёр Олимпийских игр 2016.
- чемпионка мира 2018.
- серебряный призёр розыгрыша Кубка мира 2015.
- 3-кратный бронзовый призёр Гран-при — 2011, 2013, 2017.
- двукратная чемпионка Европы — 2011, 2017;
  - бронзовый призёр чемпионата Европы 2015.
- двукратный победитель розыгрышей Евролиги — 2009, 2011;
  - бронзовый призёр Евролиги 2012.
- бронзовый призёр Европейских игр 2015.
- серебряный призёр чемпионата Европы среди девушек 2007.

### С клубами
- серебряный призёр чемпионата Сербии и Черногории 2006.
- серебряный призёр чемпионата Сербии 2007.
- двукратная чемпионка Швейцарии — 2011, 2012.
- двукратный победитель розыгрышей Кубка Швейцарии— 2011, 2012.
- двукратная обладательница Суперкубка Швейцарии — 2011, 2012.
- чемпионка Чехии 2014.
- победитель розыгрыша Кубка Чехии 2014.
- серебряный призёр чемпионата Бразилии 2017.
- серебряный призёр чемпионата Румынии 2018.
- серебряный призёр розыгрыша Кубка Румынии 2018.

- серебряный призёр Лиги чемпионов ЕКВ 2018.